# ローリング族
ローリング族（ローリングぞく）とは、峠道などのカーブでバイクの車体を倒して膝を擦りながら走る集団の事を指す。ローリング族にはルールがあり、一般車を煽らないなどの決まりがある。彼らは"走り"を目的とした集団なので、暴走行為とは無関係であると主張するが、側から見れば暴走行為そのものである。走り屋(はしりや)とも呼ばれる。その姿は、漫画「イニシャルd」のようでとてもかっこいい。

## 解説
二輪車では、主に膝スリ（ツナギに付けたバンクセンサーを擦ること）やレース等の影響でハングオンで峠道を走行することを指し、特に日本でバイクブームであった1970年代後半から1990年代前半までは全国の峠道などではスポーツバイクで溢れていた。それに比例して交通事故も頻発していた。このため、社会的にも看過できない問題となり、周辺住民の苦情も増加したことから、警察取締・交通規制の強化が各地でなされた。その後、ブームの終焉、道路へのチャッターバーやポールの増設、夜間閉鎖、若者の嗜好の変化などで1990年代後半からは減少した。
なお、「ローリング族」を自称する者はほとんど存在せず、マスメディアや警察、一般市民がこれら暴走行為をするものを指して言う。「走り屋」と自称することもあるが、これらの用語に明確な分類があるわけではない。共同危険型暴走族の一部の者は、ローリング族を狙って襲う「走り屋狩り」を行う。だがこれを返り討ちにする者などもいる。

## 問題
四輪車では、主にドリフト走行や、二輪と同じくどれだけ峠や都市高速（首都高・阪神高速）を早く走れるかが中心であるが、道路設備や歩行者に被害を与える交通事故が増加し大きな社会問題となっている。
レース用コースではなく一般の公道であり、ほかの車や地元住民も利用する生活道路である。事故の発生にとどまらず、二輪や四輪車の排気音やタイヤのスキール音などの騒音の問題が発生する。その結果、全国の峠で一部閉鎖、夜間閉鎖などが行われたり、速度違反その他の警察の取締り（白バイ・覆面パトカー）の強化、オービスの設置などが増加している。